# 永宁北站
永宁北站，是穗深城际铁路建设中的高架车站，位于广东省广州市增城区永宁街道新新大道北。

## 车站结构

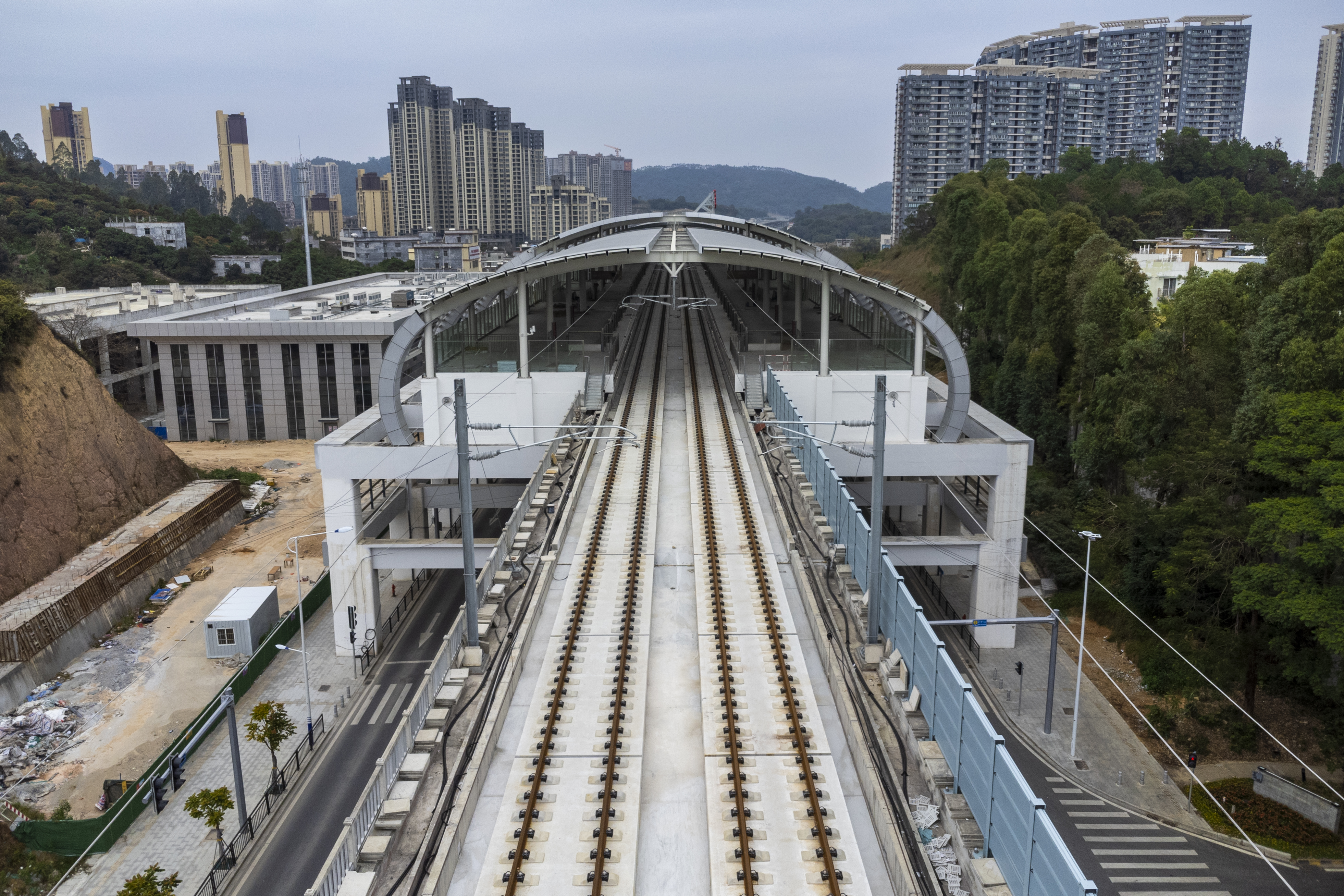
车站轨行区（2023年1月）

本站为路中高架三层侧式车站，一层为架空层、二层为站厅层、三层为站台层。
本站西侧设有一配套建筑，广州都市圈城际铁路调度系统灾备中心计划设于该处。

### 车站楼层
| 地上三层 | 侧式站台 | 侧式站台                              | 侧式站台 | 侧式站台 |
|          | 站台     | 穗深城际 深圳机场方向（下站：永宁南） |          |          |
|          | 站台     | 穗深城际 花都方向（下站：镇龙）       |          |          |
|          | 侧式站台 |                                       |          |          |
| 地上二层 | 站厅     | 售票处、候车区                        |          |          |
| 地面     | 出入口   | 进站口、出站口                        |          |          |

## 历史
本站在规划和施工阶段被称作荔湖城站，2021年2月2日定名为永宁北站。